# Tripteroides indicus
Tripteroides indicus är en tvåvingeart som först beskrevs av Philip James Barraud 1929.  Tripteroides indicus ingår i släktet Tripteroides och familjen stickmyggor. Inga underarter finns listade i Catalogue of Life.